# Hamid Supaat
Hamid Supaat (* 11. November 1944) ist ein ehemaliger malaysischer Radrennfahrer.

## Sportliche Laufbahn
Supaat war im Straßenradsport aktiv und Teilnehmer der Olympischen Sommerspiele 1964 in Tokio. Im olympischen Straßenrennen kam er nicht ins Ziel. Über sein weiteres Leben und seine sportlichen Erfolge ist nichts bekannt.